# Maxime Le Forestier
Pour les articles homonymes, voir Forestier (homonymie) et Gaël Leforestier.
Maxime Le Forestier, de son vrai nom Bruno Le Forestier, né le 10 février 1949 à Paris 17e, est un auteur-compositeur-interprète français.
Il devient populaire en 1972, avec des chansons comme Fontenay-aux-Roses, Parachutiste, San Francisco ou Mon frère, qui figurent dans son premier album studio, Mon frère. Vendu à plus d'un million d’exemplaires, cet album devient dès lors la « bande-son de toute une génération ».

## Biographie
Bruno Le Forestier naît à Paris 17e le 10 février 1949, boulevard Pereire. Il a deux sœurs aînées : Anne, née en 1943, et Catherine, née en 1946.
Son père est britannique d’origine normande ; sa mère, Geneviève (dite Lili) (1917-2010), qui est française, a vécu un certain temps en Angleterre, où elle a été traductrice pour des chaînes britanniques de télévision ; musicienne, elle a donné à ses enfants le goût de la musique, notamment du violon.
La famille vit à Neuilly-sur-Seine, mais les parents divorcent en 1963.
Bruno Le Forestier fait ses études secondaires au lycée Condorcet, mais ne dépasse pas le stade de la classe de première, renvoyé du lycée en 1965 pour indiscipline.

### Carrière musicale
Au cours des années 1960, il forme le duo Cat & Maxim avec sa sœur Catherine, empruntant quelques chansons à Georges Moustaki, avant même que ce dernier ne les chante lui-même (Le facteur, La ballade de nulle part). Serge Reggiani interprète en 1968 une de ses compositions : Ballade pour un traître. C'est durant cette période qu'il adopte le prénom de Maxime. En 1969, il sort deux 45 tours en solo sous le label Festival.

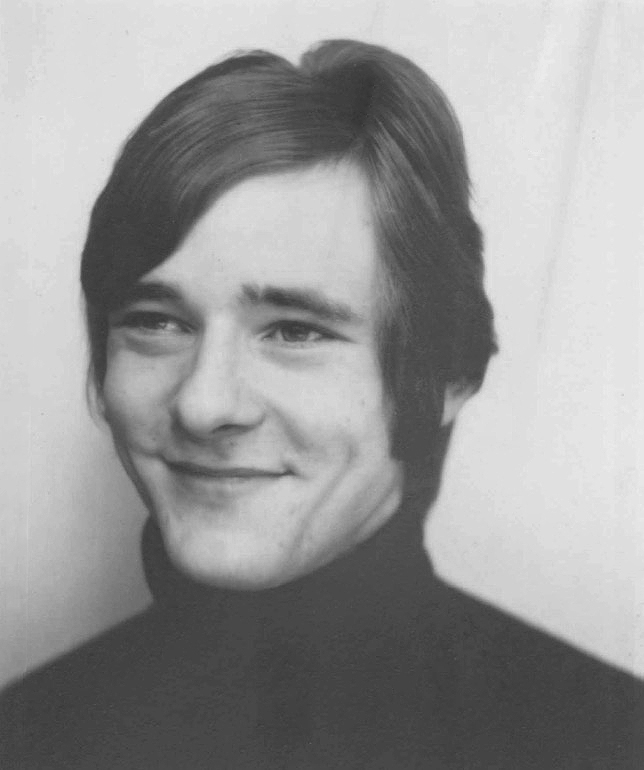
Maxime Le Forestier en 1968, au moment de son inscription à la Sacem. Photo d'identité.

En 1969, il fait son service militaire dans les troupes aéroportées, au 13e Régiment de dragons parachutiste de Dieuze. Mais il se fait porter malade avant son premier saut, et son esprit indiscipliné, son caractère rebelle l'empêchent de s'adapter à l'esprit de corps de son régiment. Il en fait tant à rebours qu'il est d'abord interné à l'infirmerie, avant que le régiment se débarrasse de lui en l'envoyant achever son service dans un bureau à Paris. Ce passage dans les troupes aéroportées lui inspirera la chanson antimilitariste Parachutiste.
En 1972, son premier album sort chez Polydor avec les titres : San Francisco, Mon frère, La Rouille, avec plusieurs titres écrits par Jean-Pierre Lemaire, alias Jean-Pierre Kernoa : Éducation sentimentale, La Rouille, Mourir pour une nuit, Fontenay-aux-roses, et un titre coécrit avec Catherine Le Forestier, Comme un arbre dans la ville. Le succès est énorme.
En octobre 1972, il fait la première partie, à Bobino de son idole Georges Brassens. Révolté par le prix de ses places de concerts qu'il juge trop élevé, il impose des places à 10 F. En 1973, il profite d'une prestation à l'Olympia pour enregistrer un album en public. En 1974, il compose le générique de la série d'animation jeunesse Le Roman de Renart. En 1975, il est coauteur et compositeur, avec Colette Magny et la chanteuse Mara, d'Un peuple crève, album en solidarité avec les victimes de la dictature militaire au Chili. La même année, sur son album Saltimbanque, il enregistre la chanson La Vie d'un homme pour défendre Pierre Goldman.
Le 10 septembre 1975, une quarantaine de jeunes gens du Comité de soutien à l'armée, une émanation du Parti des forces nouvelles d'inspiration néofasciste, ayant à leur tête Joël Dupuy de Méry, font irruption dans les studios d'Europe 1 et interrompent le programme consacré à Maxime Le Forestier,.
En 1976, il écrit et compose la musique et la chanson générique du film L'Amour en herbe.
En 1979, il inaugure le premier d'une série d'albums de reprises de Brassens, enregistré en public.
En 1980, il entame une tournée dans toute la France avec Graeme Allwright, dont sa sœur, Catherine Le Forestier, assure la première partie sous le nom d'« Aziza ». Les bénéfices de cette tournée vont à l'association « Partage » pour les enfants du Tiers-Monde. Le concert au Palais des Sports de Paris donne lieu à la publication d'un double album sur lequel jouent Marcel Azzola et le groupe malgache qui travaillait avec Graeme Allwright à l'époque. Outre leur répertoire respectif, ils interprètent Georges Brassens. Pour la chanteuse Anne Sylvestre, il compose la musique de la chanson Le petit caillou des rêves.
Après quelques années de traversée du désert durant lesquelles il compose pour Julien Clerc, après l'accueil mitigé de ses précédents albums, il obtient un nouveau succès en 1987, avec Né Quelque part, suivi par l'album incluant ce dernier titre ainsi qu'une reprise qu'il popularise : Ambalaba, une chanson du ségatier (joueur, chanteur de séga) mauricien Claudio Veeraragoo. Il sort d'autres albums en 1991 (avec notamment Bille de Verre), 1995 (album Passer ma route) la chanson est programmée tous les jours à la radio avec un énorme succès et sera primée aux victoires de la musique. L'Album inclut une nouvelle version de La petite fugue, Raymonde, Chienne d'idée) et enfin l'Écho des étoiles en 2000 (avec L'homme au bouquet de fleurs, dont l'idée est venue de Pierre Palmade à l'issue d'un coup de téléphone involontaire). Il s'engage pour des causes caritatives (Partage, les Enfoirés, Sol En Si) dès les années 1990. Il écrit et compose les chansons du spectacle musical Spartacus le gladiateur, mis en scène par Élie Chouraqui au Palais des Sports de Paris à l'automne 2004.
Maxime Le Forestier sort un nouvel album intitulé Restons amants au printemps 2008. Il en écrit l'intégralité des paroles, dont deux mises en musique par Julien Clerc, qui avait fait de son texte Double Enfance un grand succès deux ans auparavant. La tournée qui en découle est une réussite, avec un périple de presque deux ans sur les routes. Un enregistrement public reprenant l'intégralité du tour de chant sort le 1er juin 2009 sous le titre Casino de printemps. Y figurent ses plus grands succès, la plupart des titres de son dernier album et quelques reprises de succès écrits pour d'autres (Julien Clerc et Gérald de Palmas). À cela s'ajoutent des chansons de Georges Brassens et un hommage à Serge Reggiani avec Histoire grise, une chanson qui lui était destinée à l'aube de sa mort.
En 2011, il rencontre Céline Dion et lui écrit les paroles de la chanson Moi quand je pleure, qui sortira en 2012 sur l'album Sans Attendre, écoulé à 1,5 million d'exemplaires.
Le 14 février 2020, Maxime Le Forestier obtient une Victoire de la musique d'honneur pour l'ensemble de sa carrière.
En 2022, il quitte le label Polydor, après 50 ans de contrat, et rejoint Tôt ou tard.

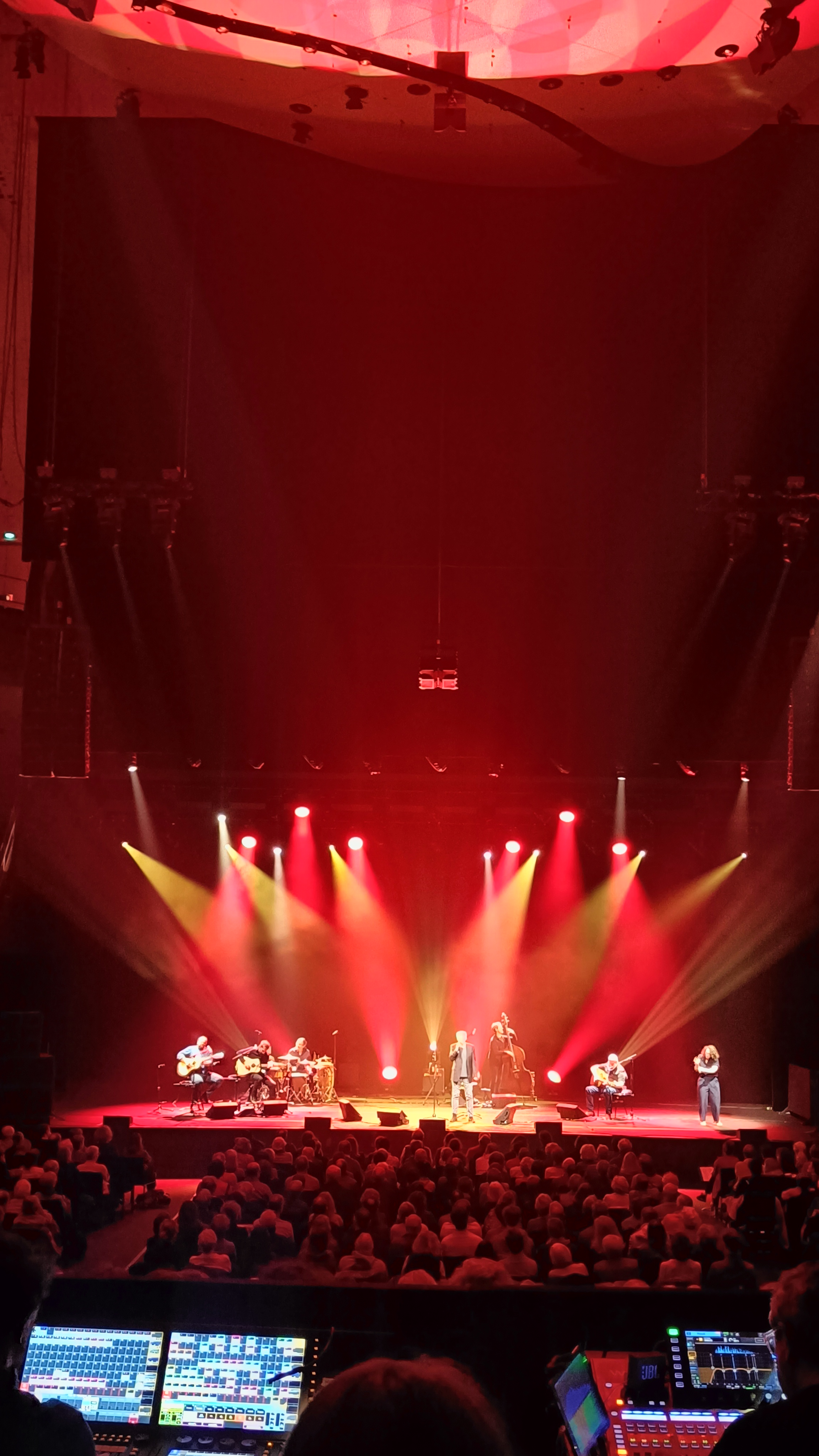
Maxime Le Forestier en concert à la Philharmonie de Paris (14 mars 2025).

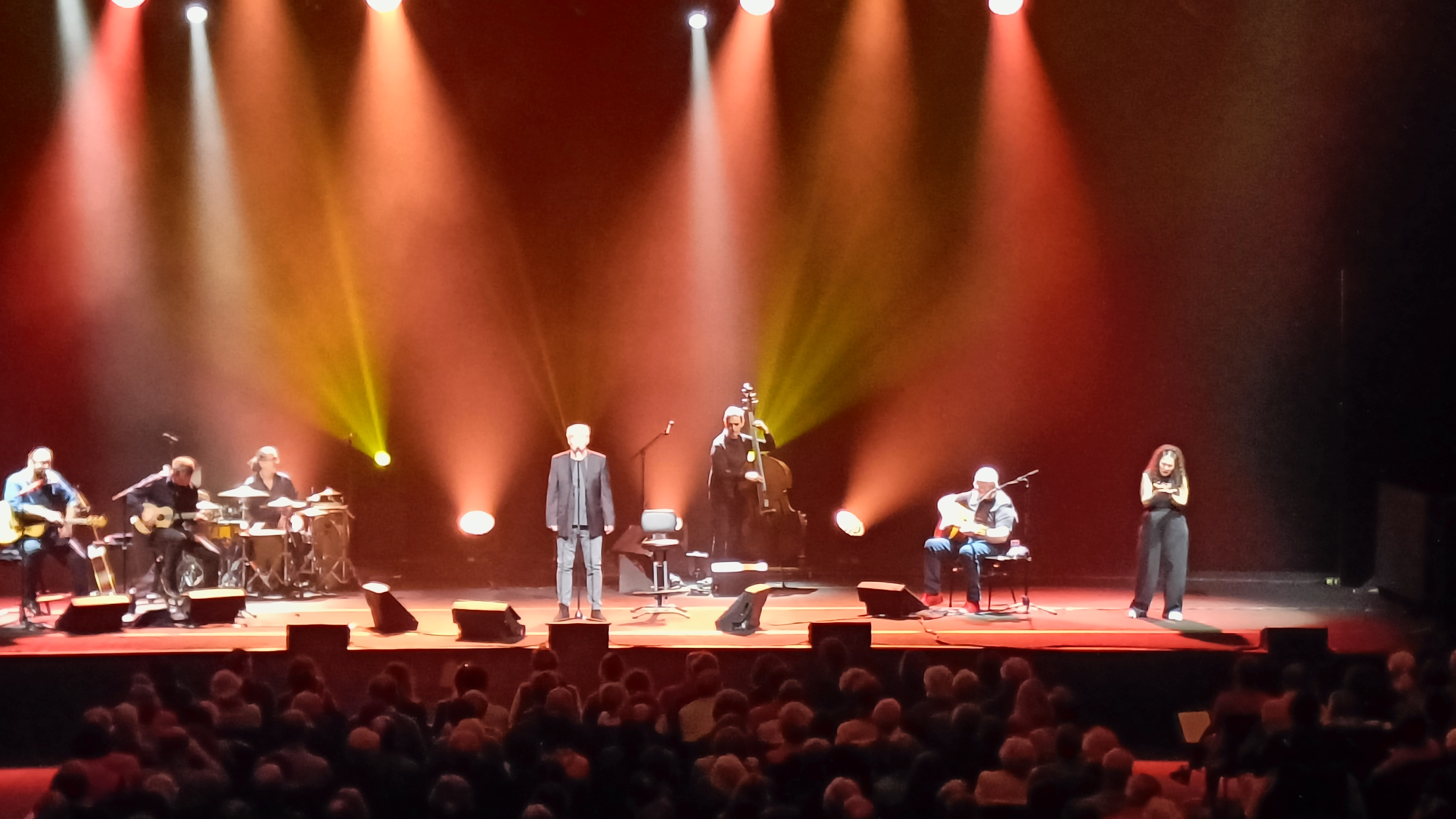
Maxime Le Forestier en concert à la Philharmonie de Paris (14 mars 2025).

### Passion pour l'équitation
Maxime Le Forestier se passionne pour l'équitation depuis l'âge de seize ans. Il apprend la basse école dans un club de la région parisienne tenu par un disciple de Nuno Oliveira, qui l'envoie ensuite se perfectionner chez le maître au Portugal. Il s'y rend pendant deux mois et demi en 1972. Oliveira ne lui fait payer qu'une leçon sur quatre « parce qu'il est musicien et possède déjà le sens du rythme, l'un des secrets de l'équitation ». Le chanteur considère Oliveira comme le meilleur écuyer du siècle, et comme l'un des personnages qui l'ont changé et fait évoluer dans sa vie : de son propre avis, les leçons d'équitation avec Oliveira lui ont été « infiniment plus utiles pour la scène que les cours de théâtre et de mime ». Nuno Oliveira a notamment repris en main son cheval Faris, pour lui enseigner le galop à faux. Maxime Le Forestier a vécu ses leçons comme une quête du centaure, pour ne plus réfléchir et rendre les gestes instinctifs. Il cite notamment, durant l'enseignement de Nuno Oliveira, la phrase « Par la pensée, passez au trot ».

### Engagements et vie privée

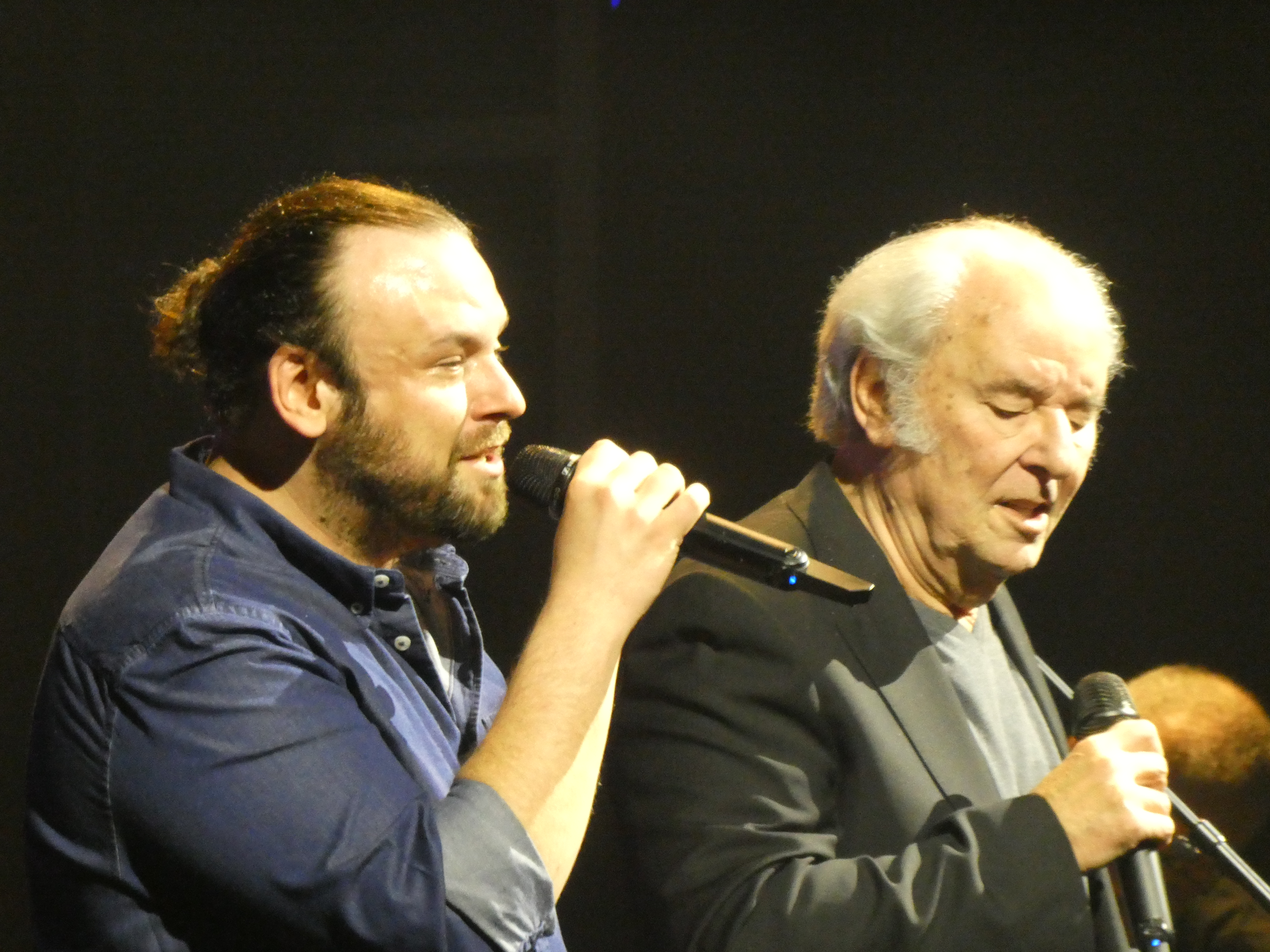
Avec son fils Arthur, sur la scène du Cirque Royal, à Bruxelles, en 2024

En 1981, il est co-solidaire de la publication Avis de recherche consacrée au soutien des appelés insoumis au service militaire.
Proche du Parti Socialiste, il signe, avec Juliette Gréco, Pierre Arditi et Michel Piccoli une lettre ouverte, le 4 mai 2009, à l'attention de Martine Aubry, première secrétaire du Parti Socialiste, appelant les députés socialistes à adopter la loi Hadopi. Dans l'émission de Marc-Olivier Fogiel du 5 mai 2009, sur Europe 1, Maxime Le Forestier ira jusqu'à dire que ceux qui ne s'opposent pas au piratage sont des pétainistes. Certains pensent que ses prises de parole publiques ont parfois été maladroites ou qu'il a été mal compris. D'autres le voient comme un exemple d'artiste qui s'accroche à une rente disproportionnée. Maxime Le Forestier sera la cible de nombreuses attaques d'internautes en désaccord avec ses prises de position.
Très discret sur sa vie de famille, il est père de deux garçons : Philippe, né d'une Brésilienne prénommée Bettina, et Arthur Le Forestier, également chanteur, qu'il a eu avec son épouse, Fabienne,.

## «C'est une maison bleue...»

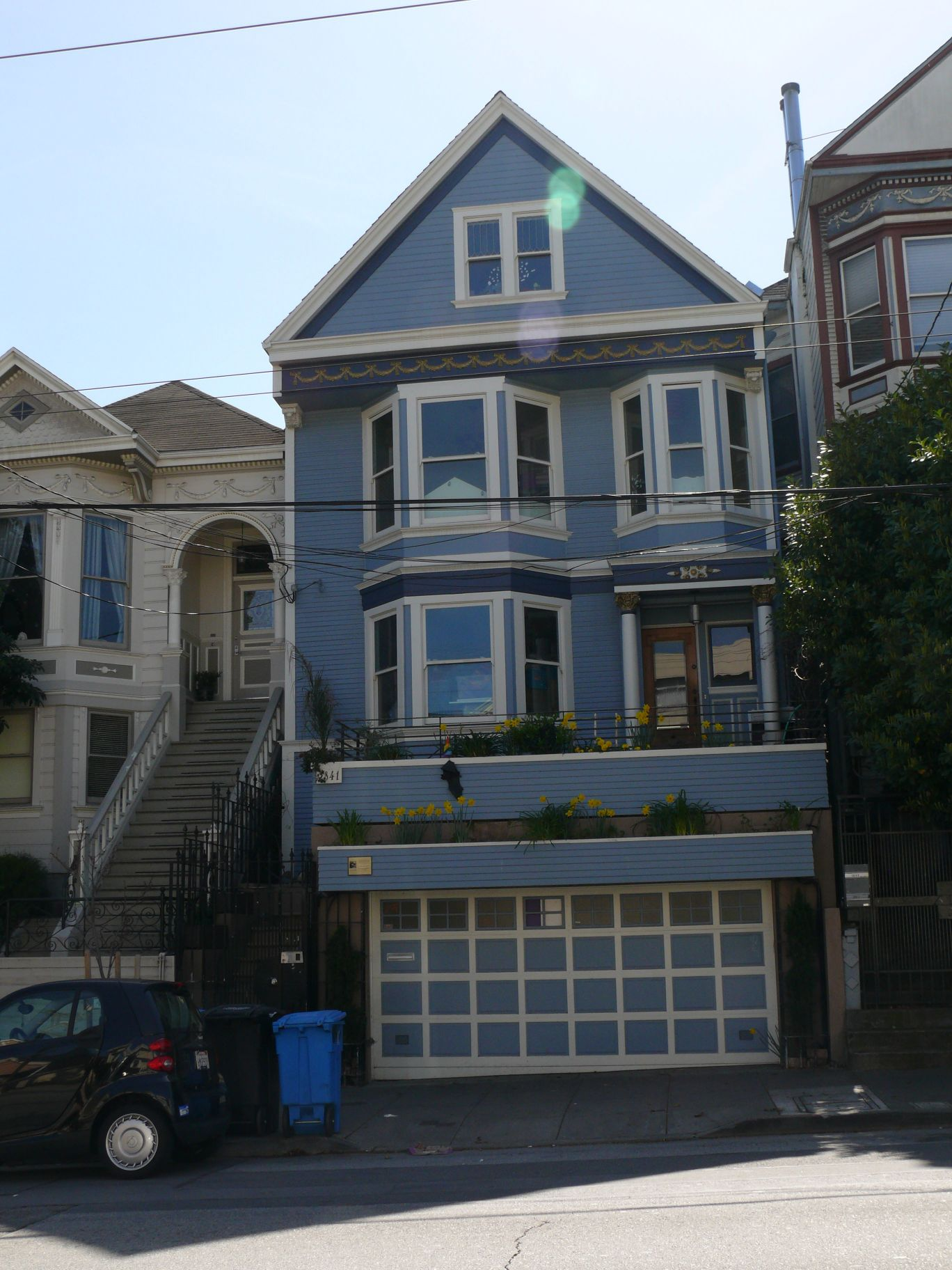
La maison bleue, à San Francisco

Pour rendre hommage à la « maison bleue » de San Francisco, une équipe se met à sa recherche durant l'été 2011. La maison, située au 3841 de la 18th Street dans le Castro, est alors peinte en vert clair. Les propriétaires acceptent de la repeindre en bleu. Elle avait été vendue en 2007 et est à nouveau en vente en 2020.
Dans un documentaire diffusé le 19 septembre 2011 sur France 3, Maxime Le Forestier revient sur cette chanson et sur sa vie à San Francisco en 1971.
Le documentaire permet de découvrir Phil Polizatto, décrit dans la chanson comme étant le joueur de kena, ainsi que Psylvia (Sylvia Gurk), citée elle aussi dans le refrain.

## Discographie

### Enregistrements en public
- 1974 : Olympia 1973
- 1980 : Graeme Allwright et Maxime Le Forestier au Palais des Sports
- 1989 : Bataclan 1989
- 1996 : Chienne de route
- 2002 : Plutôt guitare réalisé par Jean-Félix Lalanne
- 2009 : Casino de printemps
- 2014 : Olympia 2014
- 2022 : On a fini par trouver une date

### Hommages à Brassens
Maxime Le Forestier a repris l'intégrale de l'œuvre de Georges Brassens parue en 5 albums et une intégrale : 
- 1979 : Maxime Le Forestier chante Brassens (en public)
- 1996 : Petits bonheurs posthumes (12 nouvelles de Brassens)
- 1998 : Le Cahier récré (17 chansons de Brassens à l'usage des garnements)
- 1998 : Le Cahier (40 chansons de Brassens en public)
- 1998 : Le Cahier (84 chansons de Brassens en public)
- 2005 : Le Forestier chante Brassens (intégrale)
- 2006 : Le Forestier chante Brassens (2e Cahier)

À l'annonce de la mort de Georges Brassens, le 29 octobre 1981, Le Forestier était en concert. Il reprit alors une de ses chansons, Dans l'eau de la claire fontaine, en pleurs.

### Compilations
- 1987 : «Master Série Collection» (réed. 1989)
- 1997 : Essentielles
- 2004 : Longbox
- 2008 : Les 50 plus belles Chansons
- 2009 : Les 100 plus belles chansons
- 2014 : Les lianes du temps (16 CD, dont les 15 albums studio et 1 album comprenant des chansons hors album et des duos enregistrés en public)

### Comédie musicale
- 2004 : Spartacus le gladiateur, mis en scène par Élie Chouraqui

### Enregistrements divers
- 1984 : Pour la sortie du tout premier modèle de sa gamme de micro-ordinateurs Macintosh, le constructeur Apple demande à Maxime Le Forestier de composer, sur cette machine, une musique qui servira de fond sonore à une cassette audio de prise en main[12]. La personne choisie pour réciter ce manuel sonore d'initiation informatique sera l'animatrice bien connue des auditeurs de France Inter, Kriss[13].
- 2001 : Reprise de Il était un petit homme sur Ma chanson d'enfance.
- 2002 : Reprise de Votre fille a vingt ans sur Autour de Serge Reggiani, album hommage à Serge Reggiani.
- 2015 : Reprise de Versu tè, en duo avec Petru Santu Guelfucci sur l'album Corsu Mezu Mezu.
- 2018 : Reprise de L'Amour en fuite d’Alain Souchon, sur l'album-hommage Souchon dans l'air, vol. 2.

## Filmographie

### Acteur
- 1975 : La Chaise vide de Pierre Jallaud : Maxime
- 1987 : Duo solo de Jean-Pierre Delattre
- 2003 : Les Clefs de bagnole de Laurent Baffie : le chanteur
- 2021 : Alors on danse de Michèle Laroque : le chanteur

### Musiques de films
- 1975 : Musique du film La Chaise vide de Pierre Jallaud dans lequel il est acteur
- 1976 : Musique et générique du film L'Amour en herbe (dont l'interprétation d'En Amérique sur Seine)
- 1999 : Générique du dessin animé Babar, roi des éléphants (dont l'interprétation de La Ballade de Babar)

## Classements des chansons ou singles
| Années | Titres                                 | Classement des ventes | Classement des ventes | Classement des ventes | Classement des ventes | Classement des ventes | Classement des ventes | Classement des ventes | Classement des ventes |
| Années | Titres                                 | FR                    | BEL/Wa                | BEL/Fl                | NL                    | CH                    | AUT                   | SE                    | NO                    |
| ------ | -------------------------------------- | --------------------- | --------------------- | --------------------- | --------------------- | --------------------- | --------------------- | --------------------- | --------------------- |
| 1971   | Mon frère                              | 177                   | —                     | —                     | —                     | —                     | —                     | —                     | —                     |
| 1972   | San Francisco                          | —                     | 13                    | —                     | —                     | —                     | —                     | —                     | —                     |
| 1973   | Dialogue                               | —                     | 15                    | —                     | —                     | —                     | —                     | —                     | —                     |
| 1975   | Saltimbanque                           | —                     | —                     | —                     | —                     | —                     | —                     | —                     | —                     |
| 1976   | La Chanson du jongleur                 | —                     | —                     | —                     | —                     | —                     | —                     | —                     | —                     |
| 1977   | En Amérique sur Seine                  | —                     | 49                    | —                     | —                     | —                     | —                     | —                     | —                     |
| 1978   | Je veux quitter ce monde heureux       | —                     | —                     | —                     | —                     | —                     | —                     | —                     | —                     |
| 1979   | Histoire de faussaires                 | —                     | —                     | —                     | —                     | —                     | —                     | —                     | —                     |
| 1980   | Le Silence                             | —                     | —                     | —                     | —                     | —                     | —                     | —                     | —                     |
| 1981   | Grand match de blues à Mineville       | —                     | —                     | —                     | —                     | —                     | —                     | —                     | —                     |
| 1981   | Raconte-moi                            | —                     | —                     | —                     | —                     | —                     | —                     | —                     | —                     |
| 1983   | Les Jours meilleurs                    | —                     | —                     | —                     | —                     | —                     | —                     | —                     | —                     |
| 1983   | La Salle des pas perdus                | —                     | —                     | —                     | —                     | —                     | —                     | —                     | —                     |
| 1986   | La Septième femme de Barbe-Bleue       | —                     | —                     | —                     | —                     | —                     | —                     | —                     | —                     |
| 1987   | Les nuits douces                       | —                     | —                     | —                     | —                     | —                     | —                     | —                     | —                     |
| 1987   | Né quelque part                        | 26                    | —                     | —                     | —                     | —                     | —                     | —                     | —                     |
| 1988   | Ambalaba                               | 32                    | —                     | —                     | —                     | —                     | —                     | —                     | —                     |
| 1988   | La Visite                              | —                     | —                     | —                     | —                     | —                     | —                     | —                     | —                     |
| 1989   | San Francisco (Live)                   | —                     | —                     | —                     | —                     | —                     | —                     | —                     | —                     |
| 1991   | Signes                                 | —                     | —                     | —                     | —                     | —                     | —                     | —                     | —                     |
| 1992   | Sagesse du fou                         | —                     | —                     | —                     | —                     | —                     | —                     | —                     | —                     |
| 1995   | Passer ma route                        | 25                    | —                     | —                     | —                     | —                     | —                     | —                     | —                     |
| 1995   | Chienne d'idée                         | —                     | —                     | —                     | —                     | —                     | —                     | —                     | —                     |
| 1996   | Raymonde                               | —                     | —                     | —                     | —                     | —                     | —                     | —                     | —                     |
| 1996   | Entre la Rue Didot et la Rue de Vanves | —                     | —                     | —                     | —                     | —                     | —                     | —                     | —                     |
| 1996   | Les Jours meilleurs (live)             | —                     | —                     | —                     | —                     | —                     | —                     | —                     | —                     |
| 1997   | La Maîtresse d'école                   | —                     | —                     | —                     | —                     | —                     | —                     | —                     | —                     |
| 2000   | L'Homme au bouquet de fleurs           | —                     | —                     | —                     | —                     | —                     | —                     | —                     | —                     |

## Récompenses et décorations
- 1988 : Victoire de la musique de la chanson originale de l'année pour Né quelque part.
- 1996 : Victoire de la musique de l'artiste interprète masculin de l'année.
- 2000 :  Commandeur de l'ordre des Arts et des Lettres (15 décembre 2000)[16].
- 2020 : Victoire de la musique d'honneur.

## Théâtre
- 1970 : Oh ! America ! d'Antoine Bourseiller, mise en scène de l'auteur, Théâtre du Gymnase